# 3 Gold Coins
3 Gold Coins is een Amerikaanse western uit 1920. De stomme film is verloren gegaan.

## Verhaal
Bob Fleming (Tom Mix) heeft weinig geluk in zijn leven, maar dat verandert als hij met zijn revolver drie gouden munten raakt wanneer hij indruk wil maken op zijn geliefde Betty Reed (Margaret Loomis) en haar vader (Frank Whitson). Hij bewaart de munten en deze brengen geluk, zo blijkt als een groep verkopers naar Four Corners en het land van Fleming komt. De verkopers proberen namaakolie te verkopen aan de bewoners, maar hun plan valt in het water als blijkt dat er werkelijk olie op het land van Fleming is.

## Rolverdeling
| Acteur              | Personage                      |
| ------------------- | ------------------------------ |
| Tom Mix             | Bob Fleming/Slechte Pat Duncan |
| Margaret Loomis     | Betty Reed                     |
| Frank Whitson       | Luther M. Reed                 |
| Bert Hadley         | J. M. Ballinger                |
| Dick Rush           | Rufus Berry                    |
| Margaret Cullington | Maria Bimble                   |
| Sylvia Jocelyn      | Peggy Benson                   |
| Bonnie Hill         | Katherine Briggs               |
| Sid Jordan          | Boots                          |
| Walt Robbins        | Spike                          |
| Frank Weed          | Stedeling met één been         |